# Gospodarka zamknięta
Gospodarka zamknięta – gospodarka, która nie utrzymuje stosunków gospodarczych z zagranicą; nie eksportuje oraz nie importuje dóbr, usług i kapitału.

## Opis
Teoretyczny model gospodarki zamkniętej stosowany jest w analizie ekonomicznej, a także do analizy gospodarki światowej.
W gospodarce zamkniętej produkt krajowy brutto stanowi wartość wyprodukowanych w ciągu roku oraz kupionych przez konsumentów i inwestorów dóbr finalnych, powiększona o wydatki państwa. W PKB nie są uwzględniane import i eksport, jak w przypadku gospodarki otwartej.
Państwem najbardziej zbliżonym do modelu gospodarki zamkniętej jest Korea Północna. Przykładem gospodarki zamkniętej, która przeszła do gospodarki otwartej jest Japonia po Restauracji Meiji w 1868 roku.
Pojęciem związanym (choć nie tożsamym) z gospodarką zamkniętą jest gospodarka autarkiczna (samowystarczalność gospodarcza). W gospodarce takiej celem polityki gospodarczej, prowadzonej przez państwo lub grupę państw, jest dążenie do zaspokojenia wszelkich potrzeb gospodarki, zarówno konsumpcyjnych, jak i produkcyjnych, w ramach własnych możliwości produkcyjnych. Nasilanie się tendencji autarkicznych jest często obserwowane w okresach kryzysów gospodarczych (np. w czasie wielkiego kryzysu gospodarczego 1929–1933 w Europie i USA) oraz w sytuacjach wzrostu zagrożeniem konfliktem militarnym (np. Niemcy, Włochy, Japonia w okresie przygotowywania się do II wojny światowej), bądź okres władzy Prezydenta USA D.Trumpa. Podstawową różnicą pomiędzy gospodarką zamkniętą a autarkiczną jest to, że w przypadku autarkii występuje dążenie do minimalizowania importu i forsowanie rozwoju eksportu, rozbudowa przemysłu surowcowego i zbrojeniowego oraz utrzymywanie dużych zapasów surowców i materiałów strategicznych.